# Тодогто
То́догто (бур. Тоодогто — «дрофиное [место]») — село в Заиграевском районе Бурятии. Входит в городское поселение «Посёлок Онохой».

## География
Расположено в 11 км к югу от центра городского поселения — посёлка городского типа Онохой.

## История
В 1929 году в урочище Тодогто был организован нижнеталецкий колхоз «Красный Опытник». Была образована селекционно-опытная станция по выращиванию районированных зерновых культур. Станция действовала до 1969 года, затем переведена в Иволгинский район. В 1988 году Улан-Удэнский тонкосуконный комбинат начал строительство в селе животноводческого комплекса, ставшего подсобным хозяйством этого предприятия. В 2012 году открыт убойный цех.

## Население
| 2002 | 2010 | 2014 |
| ---- | ---- | ---- |
| 132  | ↘112 | ↗113 |

## Инфраструктура
Начальная школа-детский сад, фельдшерско-акушерский пункт.

## Экономика
СПК «Надежда», животноводческий комплекс, убойный цех.